# Le Maléfice du papillon
El maleficio de la Mariposa
Le Maléfice du papillon (en espagnol : El maleficio de la mariposa), est une pièce de théâtre de Federico García Lorca créée en 1920 en Espagne.
Il s'agit de la première pièce mise en scène par Lorca, à l'âge de 19 ans.

## Sujet
La pièce évoque, à travers des acteurs costumés en insectes extravagants, une parabole sur l'amour et la mort. Composée en trois actes, elle relate l'amour impossible entre un cafard et un papillon
La pièce est quelquefois traduite en français sous le nom Le Maléfice de la phalène, 

## Contexte et historique
Le jeune Lorca a 19 ans lorsqu'il crée sa première pièce de théâtre. Il est alors un jeune étudiant ambitieux de Madrid, arrivé tout juste de Grenade et de son Andalousie natale.
Le Maléfice du papillon est présenté pour la première fois le 22 mars 1920 au Teatro Eslava de Madrid en 1920, sous la programmation de Gregorio Martínez Sierra et María de la O Lejárraga.
La pièce est très mal accueillie par la critique madrilène. Les costumes, notamment, sont boudés et moqués par le public. Après quatre représentations, elle est retirée de l'affiche.
Le projet est considéré par la famille du jeune Lorca comme un test de sa future carrière : son père, Federico García Rodríguez, souhaite alors que son fils poursuive des études de droit à l'université. Encouragé néanmoins par sa mère, Vicenta Lorca Romero, Lorca décide malgré cet échec de poursuivre sa carrière artistique.

## Distribution
La danseuse de flamenco La Argentinita, de son vrai nom : Encarnación López Júlvez (1898-1945), proche de Lorca, fait partie de la distribution. 

## Postérité
La pièce de théâtre, malgré son échec retentissant en 1920 à Madrid, est considérée comme préfigurant la créativité du jeune Lorca. Elle est redécouverte, après la dictature franquiste (1939-1975), par la scène théâtrale européenne et internationale.